# Ćamil Sijarić
Ćamil Sijarić (* 18. Dezember 1913 in Šipovice, Bijelo Polje, Königreich Montenegro; † 6. Dezember 1989 in Sarajevo, Jugoslawien) war ein jugoslawischer Romanautor, Verfasser von Kurzgeschichten und Reporter.

## Biografie
Sijarić wurde 1913 in Šipovice als Sohn von muslimischen bosniakischen Eltern geboren. Beide Eltern starben, als er noch ein Kind war. Die Grundschule besuchte er in Bijelo Polje. Von 1927 bis 1935 besuchte er die Madrasa in Skopje, aus der er wegen seiner politischen Aktivitäten ausgeschlossen wurde. Seine Ausbildung setzte er im Gymnasium in Vranje fort. Seinen Abschluss machte er 1936. Sein Jura-Studium beendete er 1940 in Belgrad. 
Während des Zweiten Weltkrieges diente er in Sarajevo, Mostar, Bosanska Gradiška und in Banja Luka. 1945 arbeitete er als Reporter für die Zeitschrift Glas. 1947 zog er nach Sarajevo, um für die Zeitschrift Pregled zu arbeiten. 1951 wechselte er in den Literaturbereich von Radio Sarajevo. Dort blieb er bis zu seiner Pensionierung. 
Seine Werke wurden in mehrere Sprachen, darunter Russisch, Deutsch und Französisch, übersetzt.
Er war Mitglied der Montenegrinischen Akademie der Wissenschaften und Künste und der Akademie der Wissenschaften und Künste Bosnien-Herzegowinas.
Am 6. Dezember 1989 starb Sijarić kurz vor seinem 76. Geburtstag bei einem Autounfall in Sarajevo.

## Werke
Einige seiner wichtigsten Werke sind:
- Ram-Bulja (Kurzgeschichten, 1953)
- Bihorci (Roman, 1955)
- Mojkovacka bitka ("Die Schlacht von Mojkovac", Roman, 1968)
- Sablja (Kurzgeschichten, 1969)
- Konak (Roman, 1971)
- Carska vojska ("Königliche Armee", Roman, 1976)
- Francuski pamuk ("Französische Baumwolle", Kurzgeschichten, 1980)